# Ixhuatepec, Veracruz
Ixhuatepec är en ort i Mexiko.   Den ligger i kommunen Minatitlán och delstaten Veracruz, i den sydöstra delen av landet, 500 km öster om huvudstaden Mexico City. Ixhuatepec ligger 10 meter över havet och antalet invånare är 492.
Terrängen runt Ixhuatepec är mycket platt. Runt Ixhuatepec är det ganska glesbefolkat, med 29 invånare per kvadratkilometer. Närmaste större samhälle är Minatitlán, 14,6 km norr om Ixhuatepec. Omgivningarna runt Ixhuatepec är en mosaik av jordbruksmark och naturlig växtlighet.